# Амангільдінська сільська рада (Учалинський район)
Амангільді́нська сільська рада (рос. Амангильдинский сельский совет) — муніципальне утворення у складі Учалинського району Башкортостану, Росія. Адміністративний центр — присілок Малоказаккулово.

## Історія
До 17 грудня 2004 року сільрада називалась Амангельдинською.

## Населення
Населення — 968 осіб (2019, 1103 в 2010, 1173 в 2002).

## Склад
До складу поселення входять такі населені пункти:
| Населений пункт           | Населення, осіб (2002) | Населення, осіб (2010) |
| ------------------------- | ---------------------- | ---------------------- |
| Амангільдіно, присілок    | 138                    | 110                    |
| Галіахмерово, присілок    | 118                    | 124                    |
| Калуєво, присілок         | 130                    | 134                    |
| Кучуково-Маяк, присілок   | 145                    | 135                    |
| Малоказаккулово, присілок | 310                    | 309                    |
| Сураманово, присілок      | 332                    | 291                    |